# El Cafetal, Tamiahua
El Cafetal är en ort i Mexiko.   Den ligger i kommunen Tamiahua och delstaten Veracruz, i den sydöstra delen av landet, 250 km nordost om huvudstaden Mexico City. El Cafetal ligger 140 meter över havet och antalet invånare är 571.
Terrängen runt El Cafetal är platt åt sydost, men åt nordväst är den kuperad. Terrängen runt El Cafetal sluttar österut. Runt El Cafetal är det ganska glesbefolkat, med 36 invånare per kvadratkilometer. Närmaste större samhälle är Temapache, 14,7 km söder om El Cafetal. Trakten runt El Cafetal består till största delen av jordbruksmark.